# Codex Holmiensis

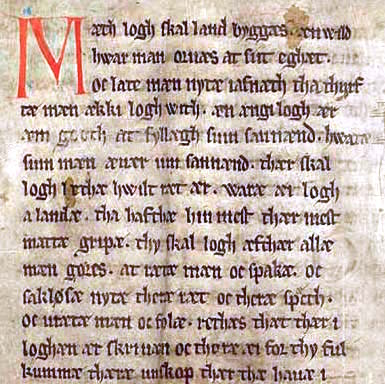
strona dokumentu

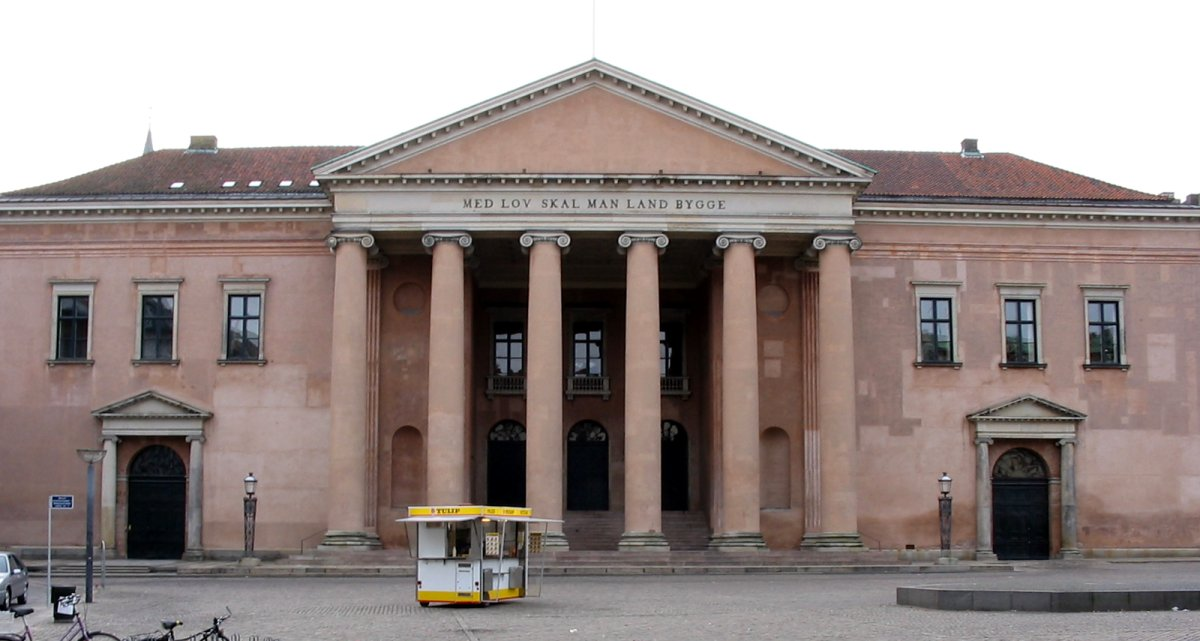
Siedziba kopenhaskiego sądu miejskiego z inskrypcją Med lov skal man land bygge

Codex Holmiensis – średniowieczna kronika duńska zawierająca Prawo Jutlandzkie (duń. Jyske Lov) ustanowione przez króla Waldemara II.
Jyske Lov było pierwszym duńskim prawem, powstało w 1241 roku. Pochodzi z niego cytat Med lov skal man land bygge ("Państwo buduje się na prawie") używany dziś jako motto sądownictwa duńskiego. Prawo obowiązywało na Fionii i Jutlandii (na północ od Eider). Podpisane zostało na zamku w Vordingborg.